# Pirámide bulbar
Se denomina pirámide a la porción anterior o ventral del bulbo raquídeo que se encuentra entre la fisura media anterior y el surco anterolateral.
Su extremo superior está ligeramente constreñido, y entre éste y el puente emergen las fibras del nervio abducens. Un poco más abajo se vuelve grande y prominente, para finalmente estrecharse en el funículo anterior de la médula espinal, con el cual, a primera vista, parece continuarse directamente.

## Imágenes adicionales

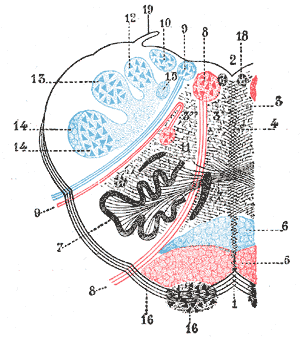
La formación reticulada del bulbo raquídeo, mostrado en una sección transversal sobre la mitad de la oliva.
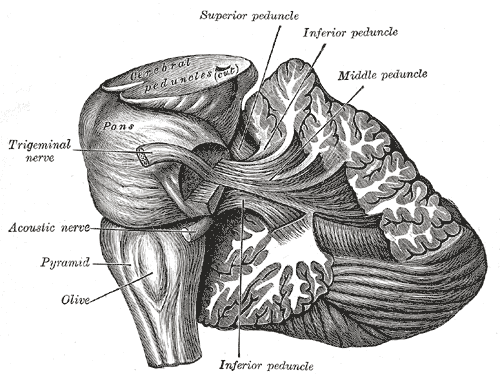
Disección mostrando las fibras de proyección del cerebelo.
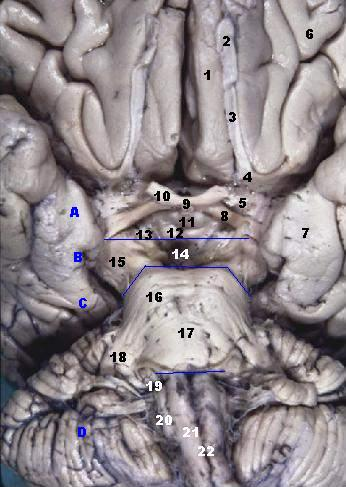
Vista anterior del tronco cerebral humano.